# Monosomia

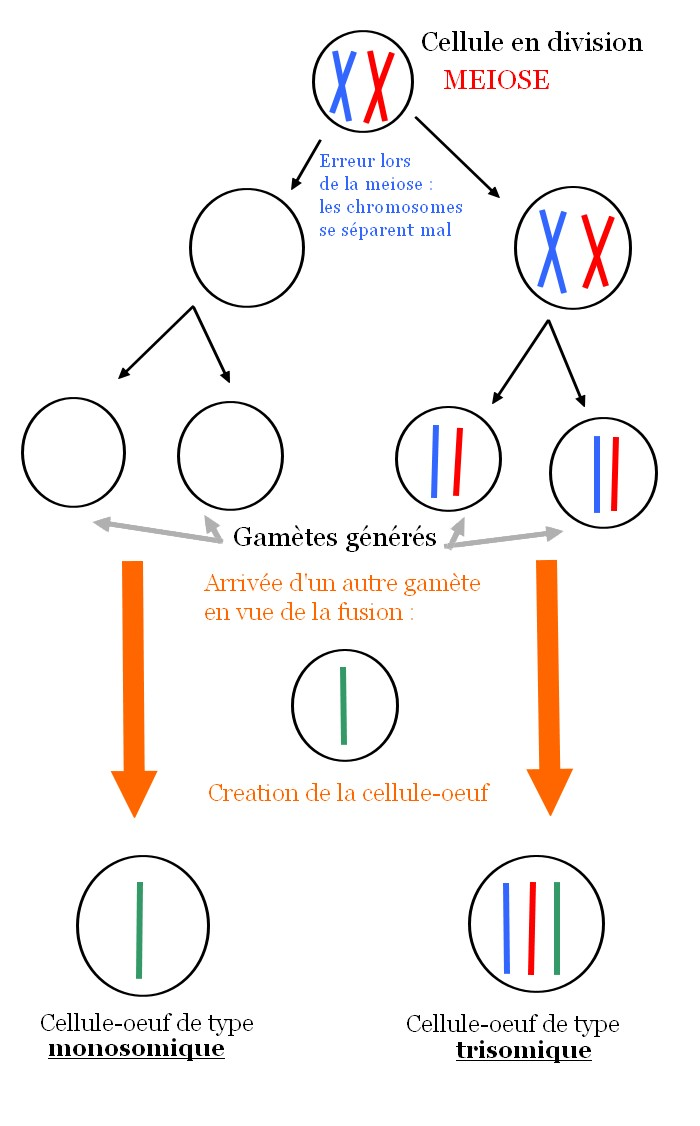
Schema di una generazione di una cellula monosomica o trisomica

Per monosomia si intende una forma di aneuploidia con la presenza di un solo cromosoma (invece del tipico doppione presente nell'uomo) in una coppia. La monosomia parziale si verifica quando solo una porzione del cromosoma presenta una copia, mentre il resto è duplicato.

## Monosomia umana
Alcune condizione di monosomia che si possono presentare nella specie umana sono riportate di seguito:
- Sindrome di Turner: le donne con sindrome di Turner hanno in genere un cromosoma X anziché i soliti due cromosomi sessuali. La sindrome di Turner è l'unica monosomia completa riscontrabile negli esseri umani, tutti gli altri casi di piena monosomia sono incompatibili con la vita e quindi l'individuo non sopravviverà allo sviluppo.
- Sindrome del grido di gatto: monosomia parziale causata da una delezione della fine della braccio breve p del cromosoma 5.
- Sindrome da delezione 1p36: una monosomia parziale causata da una delezione all'estremità del braccio corto p del cromosoma 1.
- Sindrome di Phelan-McDermid: monosomia parziale causata da una delezione all'estremità del braccio lungo ("q") del cromosoma 22